# Xysticus minutus
Xysticus minutus är en spindelart som beskrevs av Benoy Krishna Tikader 1960. Xysticus minutus ingår i släktet Xysticus och familjen krabbspindlar. Inga underarter finns listade i Catalogue of Life.